# الشعب (بعدان)

تعديل مصدري - تعديل

الشعب محلة تابعة لقرية المفخار، التابعة لعزلة حيسان بمديرية بعدان إحدى مديريات محافظة إب في الجمهورية اليمنية، بلغ تعداد سكانها 43 حسب تعداد اليمن لعام 2004.